# 大阪厚生信用金庫
大阪厚生信用金庫（おおさかこうせいしんようきんこ、英語：The Osaka Kosei Shinkin Bank）は、大阪府大阪市中央区に本店を置く信用金庫である。

## 概要
1922年創業の大阪府下を営業地区とする信用金庫である。大阪府信用金庫協会、近畿地区信用金庫協会、全国信用金庫協会、大阪商工会議所に所属する。
地域に根差した金融機関を標榜しており、不動産業向け融資のノウハウに定評がある。
売上高は西武信用金庫に次ぐ業界10位（2023年3月現在）だが、店舗数は府内の大阪信用金庫（72店舗）、大阪シティ信用金庫（87店舗）の半分以下である。日本経済新聞社の調査によると、顧客満足度は近畿圏で13位（2021年3月現在）。

### 経営状況
預金は1,582,185百万円、貸出金は704,989百万円、自己資本比率は11.87％、不良債権比率は4.58％（いずれも2022年3月現在）。

## 沿革
- 1922年（大正11年）9月 産業組合法に基づき「有限責任大阪厚生信用組合」として北区木幡町に開業[2]。
- 1948年（昭和23年）5月 大阪市北区堂島に本店移転。
- 1951年（昭和26年）10月 信用金庫法により「大阪厚生信用金庫」に組織変更。
- 1953年（昭和28年）9月 本店を大阪市南区（現中央区）清水町に移転。
- 1973年（昭和48年）1月 南区（現中央区）日本橋2丁目8番14号に本店新築移転。
- 2002年（平成14年）10月 生命保険の窓販業務取扱開始。
- 2003年（平成15年）3月 インターネットバンキング取扱開始。
- 2006年（平成18年）5月 ICキャッシュカード取扱開始。
- 2008年（平成20年）6月 大阪府内に本店を置く信用金庫相互間ATM手数料無料サービス「しんきん大阪ゼロネット」を開始。
- 2009年（平成21年）南森町支店開設。
- 2011年（平成23年）生野支店開設。
- 2012年（平成24年）西区支店・関目支店開設。
- 2013年（平成25年）大阪市北区に梅田支店開設。
- 2014年（平成26年）大阪市阿倍野区に阿倍野支店開設。
- 2015年（平成27年）吹田市に江坂支店開設。
- 2016年（平成28年）堺支店開設。
- 2017年（平成29年）我孫子支店開設。
- 2018年（平成30年）羽曳野支店を羽曳野市島泉から藤井寺市小山に移転の上、名称を藤井寺支店に改称。
- 2019年（平成31年）十三支店開設。
- 2022年（令和04年）3月 中央区島之内に完成した本店ビルへ本社機能を移転[6]。
- 2023年（令和5年）7月に、豊中市桜塚に豊中支店を開設した[7]。
- 2023年（令和5年）10月16日 この日から磁気の影響を受けにくい新しい通帳（Hi-Co通帳）を取扱開始した(Hi-Co通帳に対応していない信用金庫ATMではHi-Co通帳は使えない。)[8]。

## 職員
職員数は2023年3月現在で584名。2022年度の平均勤続年数は10.2年（府内の大阪信用金庫は2021年度で15.4年）、月平均所定外労働時間は2.0時間。

## 店舗
- 大淀支店
- 針中野支店
- 守口支店
- 天下茶屋支店
- 深江支店
- 寝屋川支店
- 平野支店
- 藤井寺支店
- 四条畷支店
- 港支店
- 門真支店
- 花田支店
- 西田辺支店
- 鶴見支店
- 上新庄支店
- 南森町支店
- 生野支店
- 西区支店
- 関目支店
- 梅田支店
- 阿倍野支店
- 江坂支店
- 堺支店
- 我孫子支店
- 十三支店
- 八尾支店
- 上本町支店
- 阪急茨木支店
- 豊中支店

## その他
- 平成21年以降、平成31年までの10年間は、毎年新規出店を行っていた。
- 平成29年3月期の同金庫ディスクロージャー誌によると、平成25年3月期の預金量は5,300億円であったが、29年3月期には2倍近い1兆1,000億円に拡大させている